# Историческая сосисочная Регенсбурга

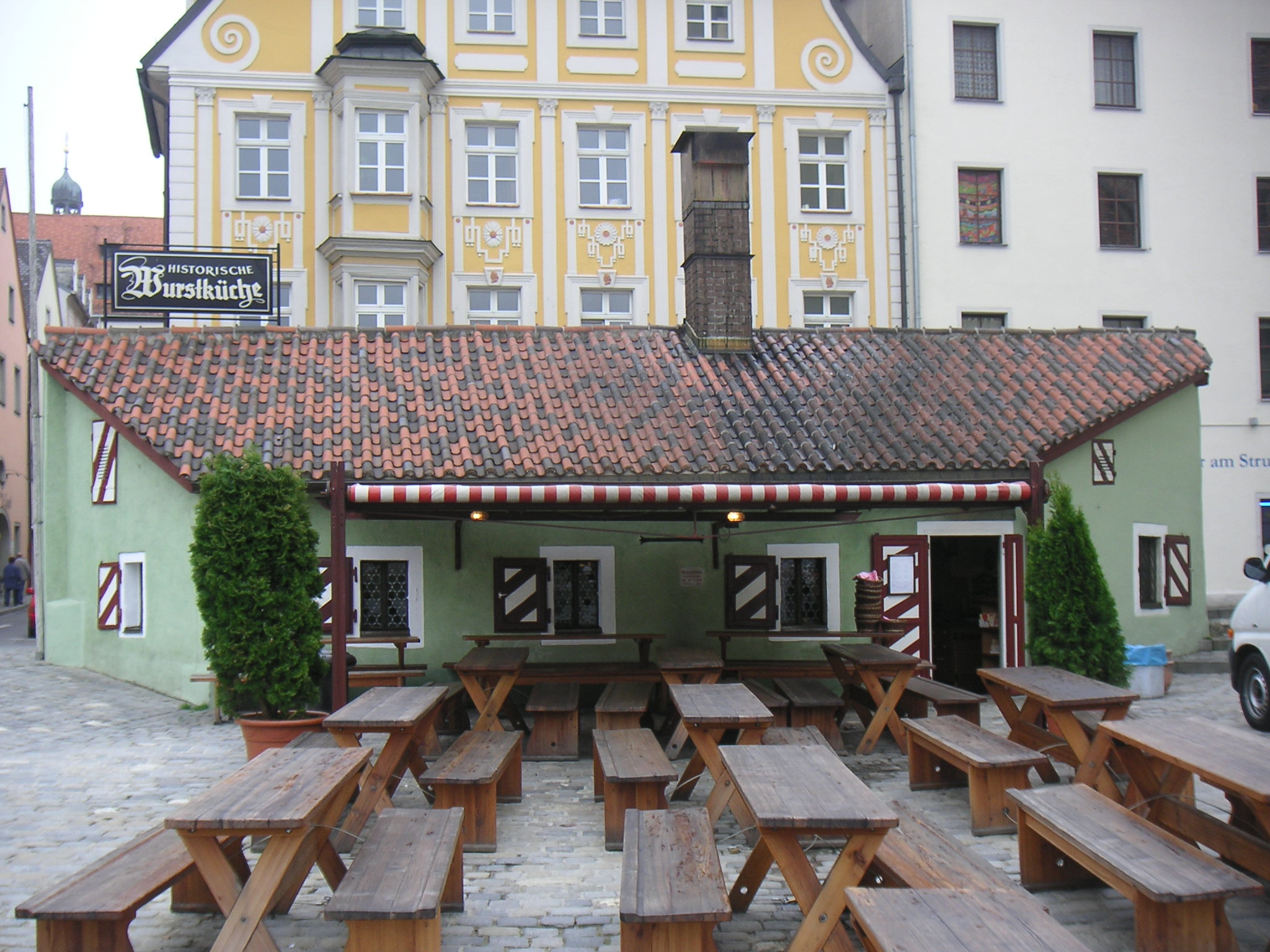
Историческая сосисочная Регенсбурга

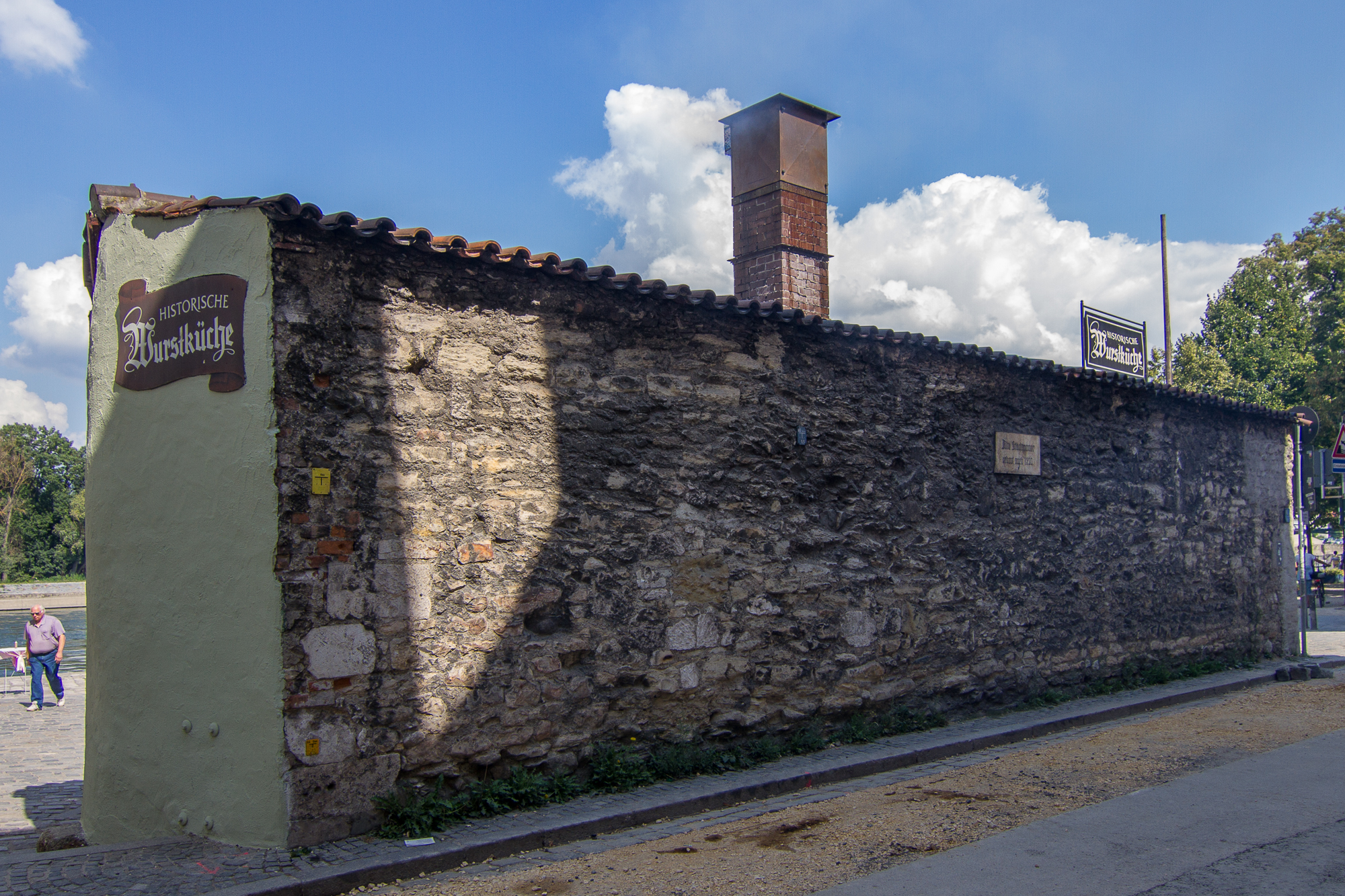
Задняя стена ресторана, остатки бывшей городской стены

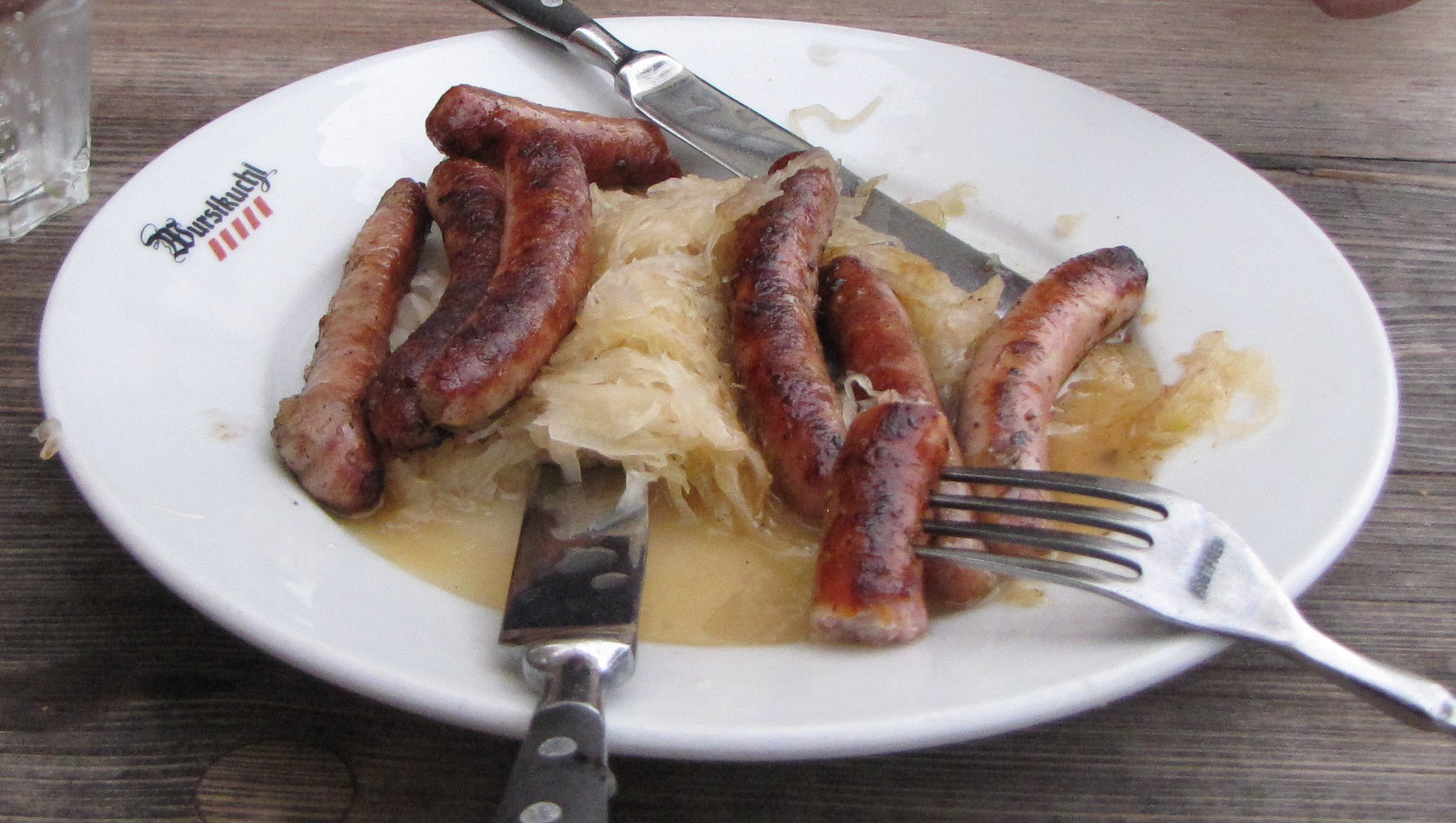
Порция сосисок с капустой — основа меню ресторана Wurstkuchl

Историческая сосисочная Регенсбурга (нем. Historische Wurstküche zu Regensburg) — ресторан в Регенсбурге на набережной Дуная возле знаменитого каменного моста. Примечателен тем, что, вероятно, это самый старый работающий ресторан в мире.

## История
По имеющимся данным, во время строительства Каменного моста с 1135 по 1146 год на этом месте было здание, которое могло служить как строительной конторой, так и кухней для рабочих, участвовавших в строительстве моста. Когда мост был построен в 1146 году, в здании разместился ларёк с едой под названием «Garkueche auf dem Kranchen» («Кухня возле крана»), поскольку он располагался недалеко от тогдашнего речного порта. Докеры, моряки и сотрудники близлежащей мастерской собора Святого Петра были завсегдатаями на протяжении столетий. Повар по имени Конрад фон дер Штайнерне Брюке (Chunrat der Choch vor prukk) упоминается в двух документах 1378 года.
Ларёк был снесен в 1616 году во время строительства муниципального соляного амбара (нем. Salzstadel), согласно хронике строительного управления. Вскоре после постройки соляного амбара на том же месте был построен новый ресторанчик, используя проходившую там городскую стену в качестве южной задней стены.

## Меню
Примерно до 1800 года фирменным блюдом было «gesottenes Fleisch» (варёное мясо), но когда в 1806 году управление рестораном перешло к семье, которая в настоящее время владеет рестораном, в качестве основного блюда стали подаваться колбаски, приготовленные на углях.
Заведение работает и сегодня (ежедневно с 8:00 до 19:00, кроме праздников) и ежедневно подаёт гостям 6000 сосисок. Сосиски являются основным блюдом в меню и подаются порциями по шесть, восемь или десять штук вместе с квашеной капустой и горчицей. Здесь предлагаются знаменитые баварские блюда, такие как франконский «Saure Zipfel», «Krautwickerl» и «Sauerbraten», а также разнообразные салаты и т. д.
Ресторан знаменит далеко за пределами Регенсбурга. Во время летнего туристического сезона большинство гостей обслуживаются снаружи на деревянных скамейках/столах, так как крошечное здание едва вмещает 35 человек внутри.